# Anthomyia parvilamina
Anthomyia parvilamina este o specie de muște din genul Anthomyia, familia Anthomyiidae, descrisă de Feng în anul 1987. Conform Catalogue of Life specia Anthomyia parvilamina nu are subspecii cunoscute.